# Oleg Iankovski
Pour les articles homonymes, voir Jankowski.
Oleg Ivanovitch Iankovski (en russe : Олег Иванович Янковский), né le 23 février 1944 à Djezkazgan (RSS kazakhe) et mort le 20 mai 2009 à Moscou, est un acteur russe,. En 1991, il est avec Alla Pougatcheva, la dernière personnalité à être nommée Artiste du peuple de l'URSS. Il est le père de l'acteur et réalisateur Filipp Iankovski.

## Biographie
Né dans une famille d'origine aristocratique de Pologne déportée au Kazakhstan (son père ancien officier meurt au Goulag), Oleg imite son frère Rostislav Iankovski (ru) qui s'était lancé en 1957 dans la carrière théâtrale en Biélorussie à Minsk. Oleg rejoint le théâtre dramatique de Saratov en 1965. Il entre dans la carrière cinématographique deux ans plus tard, lorsqu'il est retenu pour tourner dans deux films traitant de la Seconde Guerre mondiale.
En 1973, il entre au Lenkom de Moscou.
Iankovski a poursuivi une carrière au théâtre et une carrière féconde au cinéma, faisant de lui un acteur classique et en même temps un acteur moderne, incarnant les plus grands rôles du cinéma contemporain soviétique puis russe. Il est apparu dans des adaptations de classiques, comme Ma douce et tendre bête (1977), ou La Sonate à Kreutzer (1987). Il est parallèlement acteur principal au Lenkom dans des mises en scène de Mark Zakharov. On l'a vu aussi dans des adaptations télévisées de pièces de théâtre comme Un miracle ordinaire (1978) et Le baron de Münchhausen (1979). Il obtient le prix d'État de l'URSS pour son rôle dans l'œuvre de Roman Balayan Vols entre rêve et réalité (1984).
À l'étranger, il se fait connaître par ses rôles dans deux films de Tarkovski, Le Miroir (où il joue le père) et Nostalghia (où il tient le rôle principal).
Iankovski dirige le Kinotavr (festival du film de Sotchi) depuis 1993. Il a reçu des prix pour sa carrière, en particulier le Nika de la part de l'Académie du Cinéma russe pour le film qu'il a dirigé Viens me voir (2001), ainsi que son rôle dans L'Amant de Valeri Todorovski (2002), pour lequel il reçut également le prix du meilleur acteur au Festival du cinéma russe à Honfleur. Il a joué le comte Pahlen dans Pauvre, pauvre Pavel de Vitali Melnikov (2003) pour lequel il reçut une seconde fois le prix du meilleur acteur au Festival du cinéma russe à Honfleur et Komarovski dans une adaptation télévisée du Docteur Jivago (2006), dirigée par Alexandre Prochkine. Son dernier rôle est dans Anna Karénine de Sergueï Soloviov, où il joue le mari d'Anna Karénine. Le film sort à la télévision en 2009.
L'artiste est mort d'un cancer du pancréas. Il est enterré au cimetière de Novodevitchi à Moscou.

## Filmographie partielle
- 1968 : Le Glaive et le Bouclier (Щит и меч, Shchit i mech) de Vladimir Bassov : Henry Schwarzkopf
- 1975 : Le Miroir (Зеркало, Zerkalo) d'Andreï Tarkovski : le père
- 1975 : La Prime (Премия, Premia) de Sergueï Mikaelian : Solomakhine
- 1975 : L'étoile d'un merveilleux bonheur (Звезда пленительного счастья) de Vladimir Motyl : Kondrati Ryleïev
- 1976 : Romance sentimentale (Сентиментальный роман) de Igor Maslennikov :  Ilia Goodnitski
- 1978 : Ma douce et tendre bête (Мой ласковый и нежный зверь, Moy laskovyy i nezhnyy zver) ou Un accident de chasse d'Emil Loteanu : Sergueï
- 1978 : Virage (Поворот, Povorot) de Vadim Abdrachitov : Victor Vedeneïev
- 1978 : Un miracle ordinaire (Обыкновенное чудо, Obyknovennoe chudo) de Mark Zakharov : magicien
- 1979 : Ce même Münchausen (Тот самый Мюнхгаузен, Tot samyi Munchausen) téléfilm de Mark Zakharov : Münchhausen
- 1981 : Le Chien des Baskerville (Приключения Шерлока Холмса и доктора Ватсона: Собака Баскервилей), téléfilm d'Igor Maslennikov : Stapleton
- 1982 : Amoureux volontaire (Влюблён по собственному желанию, Vlyublyon po sobstvennomu zhelaniyu) de Sergueï Mikaelian : Igor Braguine
- 1982 : Vols entre rêve et réalité (Полёты во сне и наяву) de Roman Balaïan : Sergueï Makarov
- 1983 : Nostalghia (Ностальгия) d'Andreï Tarkovski : Gortchakov
- 1987 : La Sonate à Kreutzer (Крейцерова соната) de Mikhail Schweitzer : Vassili Poznychev
- 1988 : Tuer le dragon (Убить дракона, Ubit drakona), de Mark Zakharov : Dragon
- 1989 : Mon XXe siècle (Az én XX. Századom) d'Ildikó Enyedi : Z
- 1990 : Mado, poste restante d'Aleksandr Adabashyan : Jean-Marie
- 1991 : L'Assassin du tsar (Tsareubiytsa) de Karen Chakhnazarov
- 1992 : Tma de Igor Maslennikov
- 1993 : Moi Ivan, toi Abraham de Yolande Zauberman : prince
- 1994 : Témoin muet (Mute Witness) d'Anthony Waller : Larsen
- 2000 : Les Larmes d'un homme (The Man Who Cried) de Sally Potter : le père de Suzie
- 2000 : Viens me voir (Приходи на меня посмотреть) : réalisateur
- 2007 : Anna Karénine (Анна Каренина) de Sergueï Soloviov : Alexeï Karénine
- 2008 : Les Zazous (Стиляги) de Valeri Todorovski